# Pulmonaria vallarsae
Pulmonaria vallarsae A.Kern. – gatunek roślin z rodziny ogórecznikowatych (Boraginaceae). Występuje naturalnie we Włoszech. Ponadto jest uprawiany jako roślina ozdobna.